# Río Grande, Comitán
Río Grande är en ort i Mexiko.   Den ligger i kommunen Comitán Municipality och delstaten Chiapas, i den sydöstra delen av landet, 800 km öster om huvudstaden Mexico City. Río Grande ligger 1 562 meter över havet och antalet invånare är 841.
Terrängen runt Río Grande är kuperad åt nordväst, men åt sydost är den platt. Río Grande ligger nere i en dal. Runt Río Grande är det ganska tätbefolkat, med 100 invånare per kvadratkilometer. Närmaste större samhälle är Comitán, 4,0 km söder om Río Grande. I omgivningarna runt Río Grande växer huvudsakligen savannskog.